# Čibča (jezična porodica)
Chibchan.- porodica indijanskih jezika iz Kolumbije, Ekvadora i Paname. Ime porodica dobiva po plemenu Chibcha, da bi se kasnije tražilo srodstvo s raznim indijanskim skupinama nastanjenih sve od Srednje Amerike do bazena Amazone. Pravoj grupi Chibcha pripadaju skupine Chibcha, Indijanaca Tunebo, Sinsiga, Agataes i Duit. Plemena ovih Indijanaca (osim plemena Tunebo) ili su nestala, ili pak hispanizirana. Ostali predstavnici koji čine Veliku porodicu Chibcha su:
- Arhuaco (Arahuaco, Arhuacoa).- Ovi također govore više jezika, predstavljaju ih plemena Atanque, Buntigwa (ili Bintucua), Cagaba (ili Kogi, Köggaba), Guamaca, Ica (ili Ijca) i Sanha koji su se služili vlastitim jezicima. Preživjeli su samo Buntigwa, Ica i Cagaba, ostali: Atanque, Guamaca i Sanha su nestali.
- Cofán, pleme iz Ekvadora;
- Guaymi, koji se sastoje od nekoliko plemena, glavne skupine su im Move i Murire;
- Cunan: ime je grupi plemena iz Paname i Kolumbije;
- Motilon, poznati i kao Bari;
- Paya, pleme iz Hondurasa;
- Rama, pleme i grupa plemena u koje se klasificiraju i Indijanci Maléku i još neki;
- Talamancan, grupa plemena iz Kostarike, Paname i Kolumbije;
- I moguće Chimila.

## Jezici
Obuhvaća (21, prije 22 s izumrlim jezikom chibcha [chb]) u nekoliko užih porodica: aruak (3) jezika; chibchan vlastiti (4); cofan (1) istoimeni jezik; guaymi (2) jezika; kuna (2) jezika; Motilon (1) jezik; paya (1) jezik; rama (2) jezika; talamanca (4) jezika; nekalsificirani: chimila [cbg]

## Vanjske poveznice
- Ethnologue (14th)
- Ethnologue (15th)
- Sub-tronco Chibchano